# Frankliniella australis
Frankliniella australis (лат.) — вид трипсов рода Frankliniella (Thripinae, Thysanoptera). Неотропика.

## Описание
Самки F. australis имеют пару небольших овальных поровых пластинок на брюшном стерните III; антеннальный сегмент VIII длиннее антеннального сегмента VII. Отличительные признаки: тело тёмное, передние крылья тёмные, базально бледные, ноги тёмные с передними голенями более бледными, средние и задние голени более бледные в месте соединения бедра с голенью. Глаза с многочисленными вентральными пигментными фасетками. Строение. Голова с волосками PO1, волоски OC3 в положении 2B. Пронотум с 3-7 волосками mAM. Верхняя поверхность задних коксий с микротрихиями. Брюшной стернит III обычно с парой овальных поровых пластинок, иногда поровые пластинки могут присутствовать на других стернитах. Тергит VIII брюшка заднемаргинальный гребень полный.